# Andrés Gandarias
Andrés Gandarias Albizu (Ibárruri, Vizcaya, 24 de abril de 1943 - Durango, 27 de mayo de 2018) fue un ciclista español, profesional entre 1967 y 1978.
Obtuvo un total de cuatro victorias, entre las que destaca su triunfo de etapa en el Giro de Italia de 1976 y un quinto puesto en el Tour de Francia de 1969.
Falleció el 27 de mayo de 2018, víctima de una larga enfermedad.

## Palmarés
| 1968 - 3.º en el Campeón de España por regiones contrarreloj (con Vizcaya) 1969 - 3.º en el Campeón de España por regiones contrarreloj (con Vizcaya) 1971 - Subcampeón de España de ciclismo en ruta 1974 - 3.º en el Campeón de España por regiones contrarreloj (con Vizcaya) | 1975 - Vuelta a Cantabria, más 1 etapa - 1 etapa de la Vuelta al País Vasco - 3.º en el Campeón de España por regiones contrarreloj (con Vizcaya) 1976 - 1 etapa del Giro de Italia |

## Resultados en Grandes Vueltas y Campeonato del Mundo
Durante su carrera deportiva ha conseguido los siguientes puestos en las Grandes Vueltas y en los Campeonatos del Mundo en carretera:
| Carrera         | 1967 | 1968 | 1969 | 1970 | 1971 | 1972 | 1973 | 1974 | 1975 | 1976 | 1977 | 1978 |
| --------------- | ---- | ---- | ---- | ---- | ---- | ---- | ---- | ---- | ---- | ---- | ---- | ---- |
| Giro de Italia  | -    | -    | -    | -    | 31.º | -    | -    | -    | -    | 52.º | -    | -    |
| Tour de Francia | -    | 9.º  | 5.º  | 20.º | Ab.  | -    | Ab.  | -    | -    | -    | 44.º | -    |
| Vuelta a España | -    | 19.º | Ab.  | 15.º | -    | -    | -    | -    | 27.º | 37.º | 32.º | 16.º |
| Mundial en Ruta | -    | -    | -    | 49.º | -    | -    | -    | -    | -    | -    | -    | -    |

-: No participa

Ab.: Abandono

## Equipos
- KAS (1967-1971)
- Werner (1972)
- De Kova (1973)
- La Casera (1974)
- Monteverde (1975)
- Teka (1976-1977)
- Novostil-Helios (1978)